# 坂本企画
坂本企画（さかもときかく）は日本の演劇ユニット。

## 概要
関西学院大学内の劇団「劇研究部Theater Hi-Wind」に所属していた坂本涼平により、2009年旗揚げ。劇団員を持たず、公演ごとに俳優・スタッフを募り、年2 - 3本のペースで公演を行う。「嘘をつくひと」をテーマに、会話を主体とした静かな作劇と悲劇的な美しさを目指した演出が特徴。近年は、脚本、ステージングユニットとして他劇団への脚本提供やweb映画の脚本、マジックショーの演出なども行っている。
ロクソドンタブラック（現Oval Theater）主催「ロクソアワード2012」総合3位、演出3位、スタッフワーク1位（第十回公演『夜明けの、クローカ』）。演劇ぶっく主催「えんぶチャート2013」ランクイン（第十二回公演『The Chair』、および第十三回公演『娘たちのうたわない歌』）。第30回OMS戯曲賞 佳作受賞（第20回公演『さよならの食卓』）。

## 主な作品
- 第一回公演『Sign』
- 第二回公演『夜明けの、クローカ』
- 第三回公演『さよなら ルーシィ』
- 第四回公演『セ ニ ハ ラ ヲ』
- 第五回公演『月光グールド』
- 第六回公演『ぼくたちは さいごのこども』
- 第七回公演 連作・MONOがたり:b 『The Bone -骨にまつわる二つの短篇-』
- 第八回公演 連作・MONOがたり:p 『The Paper-カミ様と契約した男-』
- 第七回アンコール公演 連作・MONOがたり:b『The Bone -骨にまつわる二つの短篇-』
- 第九回公演 連作・MONOがたり:d『The Doll 雪の向心力／夜の遠心力』２バージョン同時上演
- 第十回公演『夜明けの、クローカ』
- 第十一回公演『寝室百景』  ＜王国編／牢獄編＞
- 第十二回公演 連作・MONOがたり:ｃ『The Chair』＜沈む赤／浮ぶ青＞
- 第十三回公演『娘たちのうたわない歌』
- 第十三回再公演  re;pray『娘たちのうたわない歌』
- 第十四回公演 連作・MONOがたり:f『The Flower 花を枯らさぬ、罪と罰』＜罪の咲く園 ／ 罰の実る庭＞
- 第20回公演『さよならの食卓』（第30回OMS戯曲賞 佳作受賞作）

## 関連作品
- 銀幕珈琲シリーズ（2011）撮影・監督：衣笠竜屯